# Мерени (Сучава)
Мерени (рум. Mereni) насеље је у Румунији у округу Сучава у општини Салча. Oпштина се налази на надморској висини од 321 m.

## Становништво
Према подацима из 2002. године у насељу је живело 213 становника, од којих су сви румунске националности.